# غونديه سفان
غونديه سفان (Gunde Svan) هو لاعب أولمبي لرياضة تزلج ريفي من السويد. شارك في الأولمبياد الشتوي في 1984–1988، وفاز بما مجموعه 6 ميداليات.

## الميداليات
| ذهب | فضة | برونز | المجموع |
| 4   | 1   | 1     | 6       |

## روابط خارجية
- غونديه سفان على موقع IMDb (الإنجليزية)
- غونديه سفان على موقع eWRC-results.com (الإنجليزية)
- غونديه سفان على موقع الاتحاد الدولي للتزلج (التزلج الريفي) (الإنجليزية)
- غونديه سفان على موقع اللجنة الأولمبية الدولية (الإنجليزية)
- غونديه سفان على موقع أوليمبيديا (الإنجليزية)
- غونديه سفان على موقع اللجنة الأولمبية السويدية (السويدية)